# Kant-Gesellschaft
Die Kant-Gesellschaft e. V. ist eine wissenschaftliche Gesellschaft, die Hans Vaihinger zu Immanuel Kants 100. Todestag 1904 in Halle (Saale) gegründet hat, mit dem Zweck, das Studium der Kantischen Philosophie zu fördern und verbreiten.
Dazu gibt sie die 1896 ebenfalls von Hans Vaihinger gegründete Zeitschrift Kant-Studien und deren Ergänzungshefte heraus. Außerdem organisiert sie alle fünf Jahre einen Kongress und veranstaltet ein umfangreiches Vortragsprogramm. Sie unterstützte den Neukantianismus, etwa von Hermann Cohen, der auch mit der Sozialdemokratie sympathisierte. Kants früher Entwurf eines Völkerbunds in der Schrift Zum ewigen Frieden (1795) machte ihn in der Diskussion der Weimarer Republik angreifbar, als universalistische Positionen gegen das völkische Denken standen. Der Fichtianer Bruno Bauch verließ deshalb die Kant-Studien. 
Bis zur NS-Machtübernahme entwickelte sich die Gesellschaft zu einer der einflussreichsten und mitgliederstärksten (ca. 4500 vor 1933) philosophischen Gesellschaften der Welt mit vielen Ortsgruppen. Seit 1933 wurde sie als „jüdisch-liberal“ angegriffen, der Geschäftsführer seit 1910 Arthur Liebert musste nach Belgrad emigrieren. Der neue Vorsitzende Martin Löpelmann zerstritt sich mit dem Verleger der Kant-Studien, Kurt Metzner. 1938 wurde die Gesellschaft aufgelöst, die Kant-Studien erschienen nach einer Unterbrechung 1938 wieder von 1942 bis 1944 (herausgegeben von Kurt Metzners Pan-Verlag).
Ab 1953 gab Gottfried Martin die Kant-Studien wieder heraus und 1969 gründete er auch Kant-Gesellschaft in Bonn neu. Sie setzt laut Satzung „die Arbeit der nicht mehr existierenden alten Kant-Gesellschaft e. V. Halle... fort“.
Vorsitzende waren
- Gottfried Martin (1969–1973)
- Gerhard Funke (1973–1993)
- Rudolf Malter (1991–1994)
- Thomas M. Seebohm (1994–1999)
- Manfred Baum, Wuppertal (1999–2004)
- Bernd Dörflinger (Universität Trier), Leiter der Kant-Forschungsstelle am Fachbereich Philosophie der Universität Trier (2004 bis 2019)
- Dietmar Heidemann (Universität Luxemburg) seit 2019.

Nicht zu verwechseln ist die Kant-Gesellschaft mit der Gesellschaft der Freunde Kants von 1805 in Königsberg und der seit 2011 in ihrer Tradition stehenden Gesellschaft der „Freunde Kants und Königsbergs e. V. - Kant und Königsberg in Kaliningrad“.